# Belmonte (Santa Catarina)
Belmonte é um município brasileiro no estado de Santa Catarina. O município tem 93 km² e uma população de 2.588 habitantes, o que dá uma densidade demográfica de 27,8 h/km², e situa-se a 26º50'29" de latitude sul e 53º34'32" de longitude oeste.
O município de Belmonte confina a norte com o município de Bandeirante, a leste com o de Descanso, a sul com o de Santa Helena e a oeste faz fronteira com a Argentina.

## Religião
| Religião       | %    |
| -------------- | ---- |
| Catolicismo    | 86,8 |
| Protestantismo | 9,4  |
| Sem religião   | 3,5  |
| Espiritismo    | 0,3  |